# Ptychopseustis lophopedalis
Ptychopseustis lophopedalis is een vlinder van de familie van de grasmotten (Crambidae), uit de onderfamilie van de Glaphyriinae. De wetenschappelijke naam van deze soort is voor het eerst voorgesteld als Hemiscopis lophopedalis door Joseph de Joannis in een publicatie uit 1927.
De soort komt voor in Congo-Kinshasa, Kenia, Tanzania, Mozambique, Zimbabwe en Zuid-Afrika.